# Place Pigalle
Pour les articles homonymes, voir Pigalle.
La place Pigalle est une place située dans le 9e arrondissement de Paris.

## Situation et accès
La place est située entre le boulevard de Clichy et le boulevard de Rochechouart, proche du Sacré-Cœur, au bas de la butte Montmartre. C'est le lieu le plus connu du quartier Pigalle.
Ce site est desservi par les lignes 2 et 12 à la station de métro Pigalle.

## Origine du nom

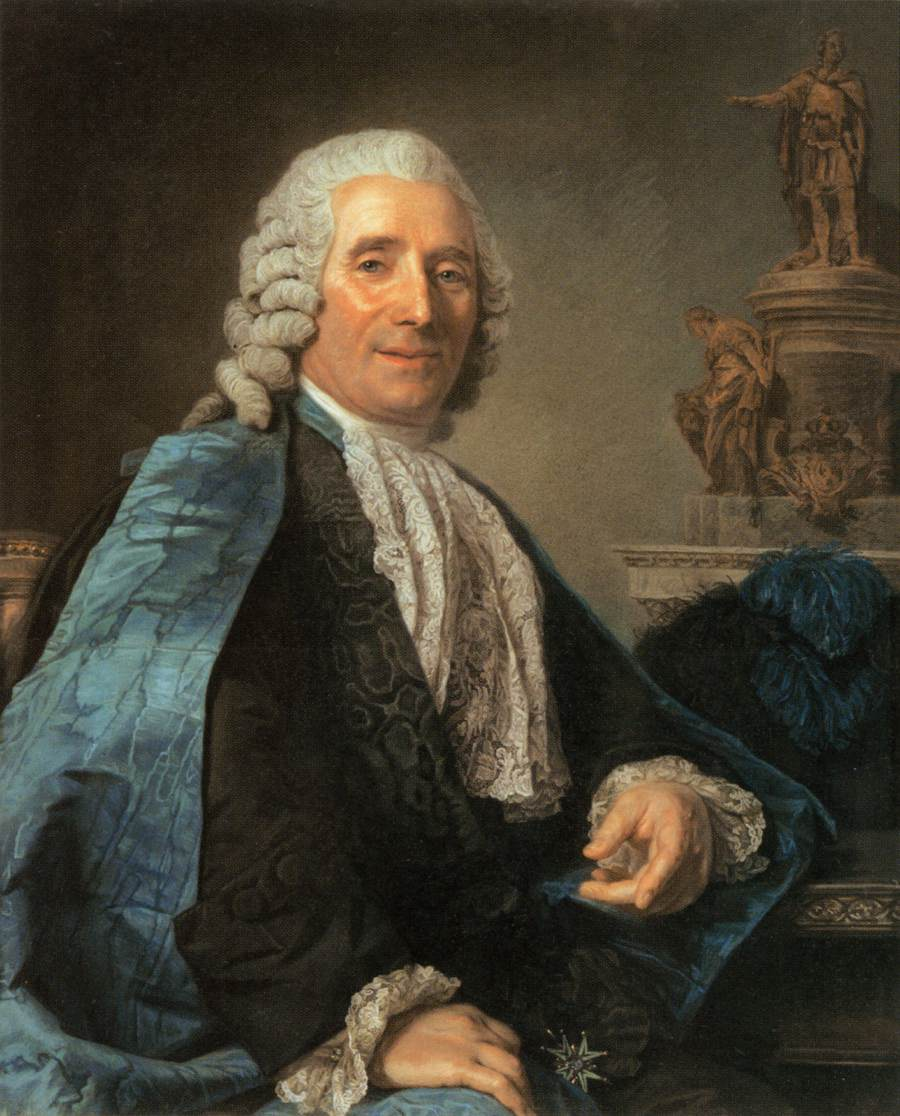
Jean-Baptiste Pigalle.

La place tient son nom du sculpteur Jean-Baptiste Pigalle (1714-1785).

## Historique
En 1826, le sieur Brack est autorisé à former sur son terrain et sur celui que la ville lui concède à titre d'échange, conformément à la délibération du Conseil municipal du 1er juin 1826, une rue de 12 mètres de largeur, depuis la rue Laval (actuelle rue Victor-Massé) jusqu'à la barrière Montmartre, et une place demi-circulaire au-devant de cette barrière. En 1864, cette place, nommée « place de la Barrière-Montmartre », est renommée « place Pigalle, ».
Le 18 mars 1871 le général Clément Thomas ayant appris que le général Lecomte avait été saisi par les insurgés, il se mit à sa recherche. C'est ainsi qu'il arriva vers 17 h sur la place Pigalle, habillé en bourgeois. L'un des fédérés l'ayant reconnu à sa grande barbe blanche, il fut emmené vers la rue des Rosiers.
La place et les rues alentour étaient, à la fin du XIXe siècle, un quartier d'ateliers de peintres et de cafés littéraires dont le plus réputé fut celui de la Nouvelle Athènes.

## Bâtiments remarquables et lieux de mémoire
- No 1 : ancien emplacement du café L'Abbaye de Thélème (1886-1920), qui exposait des peintres ; c'est aussi un café-concert, où sont notamment joués Marcel Legay, Émile Goudeau, Jean Richepin, Charles Monselet et Mac-Nab. Il est renommé Le Coup de Patte dans les années 1920, La Noce, puis Chez O'dett en 1938, repris par Marcelle Bordas[5],[6]. Le bâtiment est détruit en 1960.
- No 5 : emplacement de l'atelier de Gabriel Dauchot (1927-2005), peintre de l'École de Paris[7].
- No 7, faisant l'angle avec la rue Frochot : emplacement du café du Le Rat mort, qui était ouvert toute la nuit à la fin du XIXe siècle, aux murs couverts de fresques signées Joseph Faverot (actuellement une agence bancaire)[8].
- No 9 : ancien emplacement du Café de la Nouvelle Athènes. Le photographe Paul Sescau (1858-1926) ouvre au-dessus son second atelier en 1896 pour être au plus près de sa clientèle d'artistes. Le Café de la Nouvelle Athènes devient Le Sphynx dans les années 1920-1940, un lieu de strip tease, puis le New Moon, accueillant dans les années 1970-1980 des groupes de rock. L'ensemble du bâtiment originel a brûlé en 2004 et a été détruit. Ce lieu, qui était la propriété depuis plus de trente ans de la sulfureuse[réf. nécessaire] Hélène Martini, a fait l'objet d'une sérieuse étude dans l'ouvrage, paru fin 2017 au Seuil, de David Dufresne, écrivain et ancien journaliste, notamment à Libération. Le cabaret et l'ouvrage sont le sujet d'une émission culturelle (en libre téléchargement)[9] en octobre 2017 et le 1er janvier 2018 (France Culture).
- No 11 : le Folies Pigalle, ancien théâtre à l'italienne, puis cabaret et enfin salle de cinéma, devenu une discothèque en 1991.

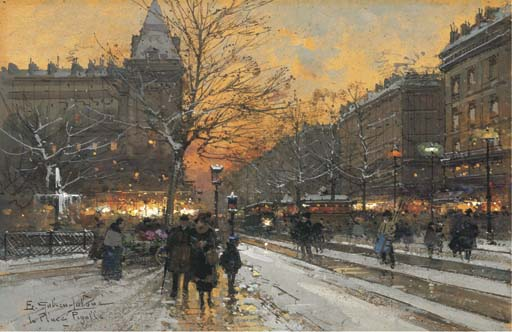
Attribué à Eugène Galien-Laloue, Place Pigalle (vers 1910), localisation inconnue.
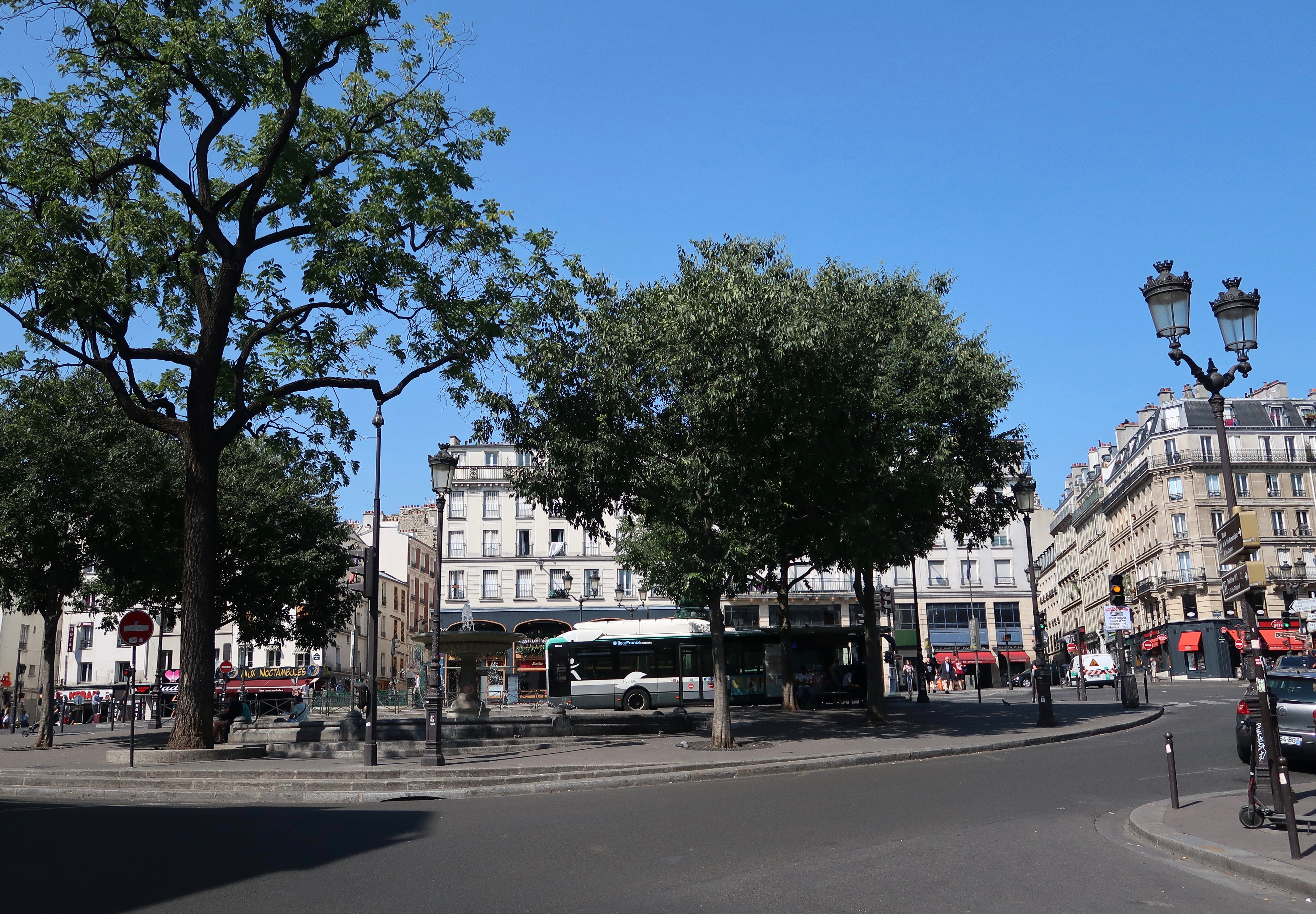
La place, côté 9e arrondissement.

## La place Pigalle dans les arts
La place a inspiré, 
- plusieurs chansons : 
  - « Pigalle » de Georges Ulmer,
  - « Pigalle la blanche » de Bernard Lavilliers,
  - « Place Pigalle » de Maurice Chevalier et d'Elliott Smith,
  - « Les P'tites Femmes de Pigalle » de Serge Lama,
  - « Pavés de Pigalle » de Jean Dorbel.
  - Le groupe Pigalle
  - Pigalle de Barbara Pravi

- La place a inspiré plusieurs titres de films et servit plusieurs fois de lieux de tournage :
  - Minuit, place Pigalle, film réalisé par Roger Richebé (1934).
  - La Môme Pigalle, film réalisé par Alfred Rode (1955).
  - Pigalle, film réalisé par Karim Dridi (1992, sorti en 1995)
  - Pigalle, la nuit, série télévisée, de Hervé Hadmar.

- La mode
  - Pigalle, modèle d'escarpins de Christian Louboutin.

## Jeu de société
La place Pigalle figure dans le jeu Monopoly.